# Федотово (Белозерский район)
Федотово — деревня в Белозерском районе Вологодской области.
Входит в состав Антушевского сельского поселения, с точки зрения административно-территориального деления — в Антушевский сельсовет.
Расположена на левом берегу реки Самсарки. Расстояние по автодороге до районного центра Белозерска составляет 29 км, до центра муниципального образования села Антушево — 14 км. Ближайшие населённые пункты — Еремеево, Поленовская, Хлопузово.
Население по данным переписи 2002 года — 7 человек.